# Il romanzo della morte
Il romanzo della morte è un film muto italiano del 1916 diretto da Telemaco Ruggeri, tratto dall'omonimo romanzo di Bruno Sperani.